# Momodou Sonko
Momodou Sonko, né le 31 janvier 2005 à Göteborg en Suède, est un footballeur suédois qui joue au poste d'attaquant à La Gantoise.

## Biographie

### En club
Né à Göteborg en Suède, Momodou Sonko est formé par le BK Häcken. En mars 2022, alors âgé de 17 ans, Sonko est intégré dans l'équipe première du club. Le 13 mai 2022, il signe son premier contrat professionnel avec le BK Häcken, le liant au club jusqu'à l'été 2025. Il joue son premier match en professionnel lors d'une rencontre d'Allsvenskan le 2 octobre 2022, lors de la saison 2022 contre Varbergs BoIS. Il entre en jeu à la place d'Erik Friberg et les deux équipes se neutralisent (1-1).
Il participe au sacre du BK Häcken, le club remportant le championnat de Suède pour la première fois de son histoire lors de la saison 2022.
Le 29 janvier 2024, Momodou Sonko rejoint la Belgique afin de s'engager en faveur du KAA La Gantoise. Il signe un contrat courant jusqu'en juin 2028,.

### En sélection
Momodou Sonko représente l'équipe de Suède des moins de 18 ans, faisant sa première apparition le 24 septembre 2022 contre l'Autriche. Il est titularisé et son équipe s'impose après une séance de tirs au but.

## Palmarès
BK Häcken
- Championnat de Suède :
  - Champion : 2022.